# Corydalis zhongdianensis
Corydalis zhongdianensis är en vallmoväxtart som beskrevs av Cheng Yih Wu. Corydalis zhongdianensis ingår i släktet nunneörter, och familjen vallmoväxter. Inga underarter finns listade i Catalogue of Life.